# Valcheta (departamento)
Valcheta é um departamento da Argentina, localizado na 
província de Rio Negro.